# Bébé coup de foudre
Pour plus de détails, voir Fiche technique et Distribution.
Bébé coup de foudre est un téléfilm français de Michel Lang diffusé en 1995.

## Synopsis
Gérard Rinaldi y joue le rôle d'un homme au chômage, qui trouve un soir un bébé abandonné. Tout un parcours qui va sortir cet homme d'une situation difficile.

## Fiche technique
- Titre  original : Bébé coup de foudre
- Réalisateur : Michel Lang
- Scénariste  : Évelyne Grandjean et Bernard Ollivier
- Musique du film : Éric Demarsan
- Pays d'origine : France
- Genre : film dramatique
- Durée : 1h36
- Date de sortie :
  -  France : 1er septembre 1995

## Distribution
- Isabel Otero : Anne
- Gérard Rinaldi : Antoine
- Magda Przytocka : Ninon
- Jean Barney : Bob
- Catherine Cyler : Sylvie
- Fernand Guiot : Vannier
- Ignacy Machowski : Albert
- Ewa Skibinska : Elisabeth
- Zofia Saretok : Mme Alberti
- Aleksandra Górska : Jeannine Henriet